# 布鲁克·比林斯
布鲁克·比林斯（英語：Brook Billings，1980年4月30日—），美国男子排球运动员。他曾代表美国国家队2004年夏季奥林匹克运动会排球比赛，获得第4名。他也曾参加2003年和2007年泛美运动会。